# Linda Hunt

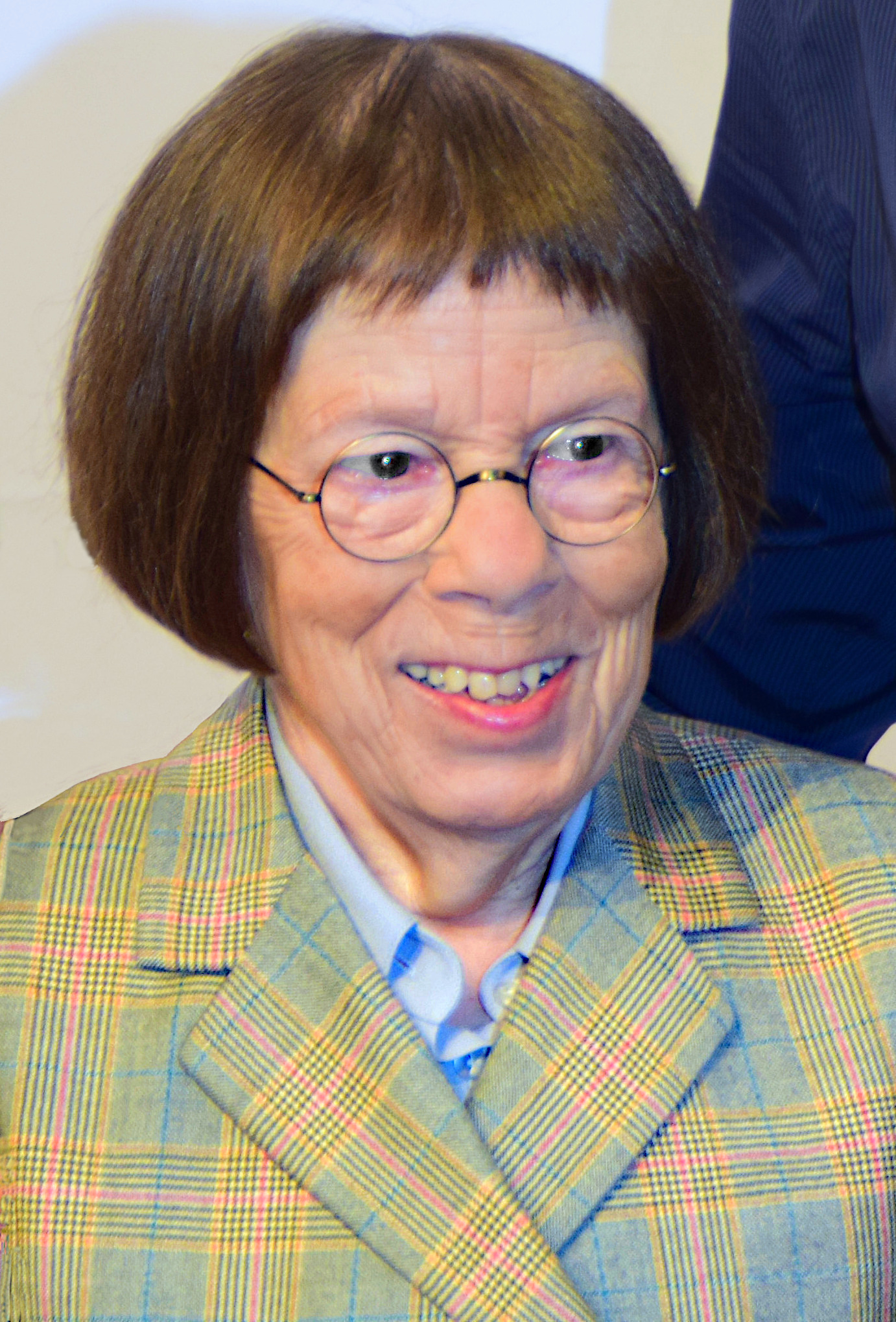
Linda Hunt, 2015

Linda Hunt (* 2. April 1945 in Morristown, New Jersey als Lydia Susanna Hunter) ist eine US-amerikanische Schauspielerin und Oscar-Preisträgerin.

## Leben
Linda Hunt studierte Regie an der Goodman Theatre School of Drama in Chicago. Die nur 1,45 m große Schauspielerin hatte 1980 ihr Filmdebüt in der Musikkomödie Popeye – Der Seemann mit dem harten Schlag, in der sie neben Robin Williams auftrat. Im Jahr 1984 wurde ihr ein Oscar für ihre Verkörperung des männlichen Fotografen Billy Kwan in Peter Weirs Drama Ein Jahr in der Hölle als beste Nebendarstellerin verliehen. Hunt ist damit die erste und bisher einzige Frau, die für die Darstellung eines Mannes einen Oscar erhielt.
In dem Western Silverado spielte sie 1985 neben Kevin Kline, Scott Glenn und Kevin Costner, 1990 in Kindergarten Cop neben Arnold Schwarzenegger, 1997 in dem Horrorfilm Das Relikt neben Penelope Ann Miller und Tom Sizemore. Die Szenen mit ihr in der Westernkomödie Maverick – Den Colt am Gürtel, ein As im Ärmel (1994) fanden in der Endfassung des Films keine Verwendung. Hunt war 1993 in der Mini-Fernsehserie Space Rangers in einer Hauptrolle zu sehen. In der Fernsehserie Navy CIS: L.A. gehörte sie von 2009 bis 2021 zur Stammbesetzung; in den beiden letzten Staffeln bis 2023 hatte sie noch vereinzelt Auftritte als Nebenrolle.

## Filmografie
- 1976: Great Performances (Fernsehserie, eine Episode)
- 1978: Fame (Fernsehfilm)
- 1980: Popeye – Der Seemann mit dem harten Schlag (Popeye)
- 1982: Ein Jahr in der Hölle (The Year of Living Dangerously)
- 1984: Die Damen aus Boston (The Bostonians)
- 1984: Der Wüstenplanet (Dune)
- 1985: Silverado
- 1985: Eleni
- 1986: Arena (Fernsehserie, Episode 11x15, Stimme)
- 1987: The Room Upstairs (Fernsehfilm)
- 1987: American Playhouse (Fernsehserie, Episode 6x11 Warten auf den Mond)
- 1987: Basements (Fernsehfilm)
- 1989: Klassiker der unheimlichen Art (Nightmare Classics, Fernsehserie, 2 Episoden, Stimme)
- 1989: Die Teufelin (She-Devil)
- 1990: Kindergarten Cop
- 1991: Teen Agent – Wenn Blicke töten könnten (If Looks Could Kill)
- 1992: Nonesense and Lullabyes: Nursery Rhymes
- 1992: Lautloser Regen (Rain Without Thunder)
- 1992: Nonesense and Lullabyes: Poems
- 1993: Twenty Bucks – Geld stinkt nicht – oder doch? (Twenty Bucks)
- 1993: Younger and Younger
- 1993–1994: Space Rangers (Fernsehserie, 6 Episoden)
- 1993, 1998: American Experience (Fernsehserie, 2 Episoden)
- 1994: Maverick – Den Colt am Gürtel, ein As im Ärmel (Maverick)
- 1994: Prêt-à-Porter
- 1995: Pocahontas (Stimme)
- 1995: Third Stone from the Sun (Stimme)
- 1997: Das Relikt (The Relic)
- 1997: American Shrimps (Eat Your Heart Out)
- 1997–2002: Practice – Die Anwälte (The Practice, Fernsehserie, 23 Episoden)
- 1998: Pocahontas 2 – Die Reise in eine neue Welt (Pocahontas II: Journey to a New World, Stimme)
- 2002: Im Zeichen der Libelle (Dragonfly)
- 2003–2005: Carnivàle (Fernsehserie, 10 Episoden, Stimme)
- 2005: Auschwitz (Auschwitz: The Nazis & the ‘Final Solution’, Miniserie, 6 Episoden, Stimme)
- 2005: Deine, meine & unsere (Yours, Mine and Ours)
- 2006: Schräger als Fiktion (Stranger than Fiction)
- 2007–2008: The Unit – Eine Frage der Ehre (The Unit, Fernsehserie, 2 Episoden)
- 2008: Once Upon a Tide (Kurzfilm)
- 2008: Without a Trace – Spurlos verschwunden (Without a Trace, Fernsehserie, 3 Episoden)
- 2009: The Crooked Eye (Kurzfilm)
- 2009: Nip/Tuck – Schönheit hat ihren Preis (Nip/Tuck, Fernsehserie, Episode 6x01)
- 2009–2021, 2023: Navy CIS: L.A. (NCIS: Los Angeles, Fernsehserie)
- 2013: Blood Moon (Kurzfilm, Stimme)
- 2014: Scorpion (Fernsehserie, Episode 1x06 Das Experiment)
- 2015: Baby (Kurzfilm)
- 2017: The Relationtrip
- 2018: Solo: A Star Wars Story (Stimme)

## Auszeichnungen
Für Ein Jahr in der Hölle:
- Oscar als beste Nebendarstellerin
- Australian Film Institute Award als beste Nebendarstellerin
- Australian Film Institute Jury Prize (zusammen mit Peter Weir)
- Boston Society of Film Critics Award als beste Nebendarstellerin
- Chicago Film Critics Association Award als beste Nebendarstellerin
- New York Film Critics Circle Award als beste Nebendarstellerin
- National Board of Review Award als beste Nebendarstellerin
- Los Angeles Film Critics Association Award als beste Nebendarstellerin
- Kansas City Film Critics Circle Award als beste Nebendarstellerin (zusammen mit Mia Farrow für Zelig)
- Nominierung für den Golden Globe Award als beste Nebendarstellerin in einem Spielfilmdrama